# Imani Coppola
Pour les articles homonymes, voir Coppola.
Imani Francesca Coppola, née le 4 avril 1978 à New York, est une chanteuse (auteur-compositrice) et violoniste américaine, d'expression française et anglaise.

## Biographie
Chupacabra, le premier album d'Imani Coppola, est édité par Columbia Records en 1997. Le single Legend of a Cowgirl tiré de l'album contient un sample du morceau Sunshine Superman de Donovan. Bien que ce titre ait atteint la 36e place du Billboard Hot 100 en 1997, Imani Coppola est licenciée par son label avant de pouvoir réaliser un second album. Par la suite elle vend sa musique sur Internet, dont Afrodite sorti sur son label Mental Records en 2004.
Imani Coppola participe à l'enregistrement de différents albums, en tant que choriste sur Look into the Eyeball de David Byrne et For Lovers, Dreamers & Me d'Alice Smith, et en tant que violoniste sur l'album Win Lose or Draw  du rappeur Pras Michel. En 2006, elle participe à une tournée au sein de Peeping Tom, groupe formé par Mike Patton avec entre autres Rahzel (The Roots) et Dub Trio.
Son nouvel album The Black & White Album est édité en 2007 par le label Ipecac fondé par Mike Patton.
En 2007, elle signe avec le label S-Curve Records au sein du groupe Little Jackie qu'elle forme avec Adam Pallin. Le nom Little Jackie vient d'un hit de 1989, Little Jackie Wants to Be a Star par Lisa Lisa and Cult Jam.

## Discographie

### solo

#### Albums
- Chupacabra, Columbia Records, 1997
- Afrodite, Mental Records, 2004
- The Black & White Album, Ipecac, 2007

#### Albums autoproduits
- Come and Get Me... What?!, 2000
- Little Red Fighting Mood, 2000
- Post Traumatic Pop Syndrome, 2000
- Small Thunder, 2005
- The Vocal Stylings Of Imani Coppola, 2005

#### Singles
- Legend of a Cowgirl (1997)
- I’m a Tree (1998)
- Count to 10 (2000)
- Woke Up White (2007)
- Raindrops from the Sun (Hey Hey Hey) (2007)
- Over It (2010)
- State of the Art (2012)
- The Kids are Dangerous (2012)
- Ave Maria (2012)
- Just Feels Good (2017)
- Mixed Nut (2017)
- Rattle (2019)
- SAMO (2019)

### avec Little Jackie

#### Albums
- 2008 - The Stoop (S-Curve / Parlophone)

#### Singles
- 2008 - The World Should Revolve Around Me (2008) - UK #14[4]

- 2008 - The Stoop (27 octobre 2008)

## Télévision
- 2007 - Raindrops From The Sun extrait de The Black & White Album est dans la  BO de Grey's Anatomy (saison 4 /épisode 6 "Kung Fu Fighting")
- 2008 - Little Jackie joue sur scène les titres The World Should Revolve Around Me et The Stoop lors d'un bal dans la série 90210 (épisode 8 - There's no place like homecoming)